# Salvador Laverni
Salvador Laverni (Mataró, 1675 - 1758). Fou mestre de capella de la parròquia de Mataró.

## Biografia
Fou fill d'Esteve Laverni que es casà amb una víuda mataronina i, per tant, va ser apadrinat pels seus germans Josep i Caterina. La seva vocació musical possiblement li venia influenciada per l'ambient artístic existent dins la branca familiar de la seva mare, la qual cosa va ocasionar que no seguís l'ofici del pare. Hem de suposar que l'ensenyament musical li prové de les ensenyances rebudes pel seu oncle, el baixonista Josep Marquès, i el mestre de capella Llop Simó, car no s'ah trobat cap document que faci referència a la seva formació. De l'educació intel·lectual, se’n cuidà possiblement el seu oncle, el mestre Joan Marquès.
El primer que es coneix de la seva vida és quan va rebre una tonsura el 25 de gener de 1699. El 8 de juliol del mateix any es produí, amb l'aprovació del rector Pere Pau Llorens, el seu nomenament com a mestre de capella de la parroquial església de Santa Maria, càrrec que regí fins a la seva jubilació el 1741.
Els seus últims anys de vida van continuar lligats a l'església. Com a clergue resident admès, assistia als oficis i ajudava en tot el que fos necessari. Fins al dia anterior a la seva mort, va complir amb les seves obligacions assistint aquell mateix dia a l'ofici de la Mare de Déu del Roser, tal com es fa palès en el Llibre de funeràries 1754-1763.
Va morir el 26 de febrer del 1758. La major part de la seva obra es conserva al fons musical de l'església parroquial de Canet de Mar.

## Obres
Música litúrgica
- Ave Regina Celorum
- Completes
- Salve Regina
- Missa
- Motets

Música religiosa
- Tonos:[3]
  - En golfos de luz María
  - Moradores del Orbe
  - Nembrot altivo suspende
  - Moradores del Orbe
  - A una Aguila bella
  - Allá en el desierto 
  - Atencion Silencio

- Villancets